# Anselme Gaëtan Desmarest
Anselme Gaëtan Desmarest (1784 – 4. června 1838) byl francouzský zoolog, syn Nicolase Desmaresta.
Desmarest publikoval několik děl jako Histoire Naturelle des Tangaras, des Manakins et des Todiers (1805), Considérations générales sur la classe des crustacés (1825), Mammalogie ou description des espèces des Mammifères. Paříž: Veuve Agasse (1820), a Dictionnaire des Sciences Naturelles (1816–1830, spolu s André Marie Constant Dumérilovou). Jeho syn Eugène Anselme Sébastien Léon Desmarest (1816–1889) se také stal zoologem.